# Phaius
Phaius Lour., 1790 è un genere di piante della famiglia delle Orchidacee.

## Descrizione
Il genere comprende specie erbacee terrestri o raramente epifite, talora dotate di pseudobulbi. Le foglie possono essere disposte lungo i fusti ovvero originano apicalmente dagli pseudobulbi. Posseggono un singolo fiore o una infiorescenza raggruppante pochi fiori, con sepali e petali subeguali e labello eretto, intero o trilobato, generalmente dotato di sperone.  Il gimnostemio accoglie 8 pollinii, suddivisi in due gruppi di 4, dotati di caudicola.

## Distribuzione e habitat
Il genere è diffuso nell'Africa tropicale (Repubblica Democratica del Congo, Gabon, Zaire, Tanzania, Uganda, Angola, Malawi, Zambia, Zimbabwe), in Madagascar e nelle isole Mascarene e Seychelles, nel subcontinente indiano (Assam, Bangladesh, India, Nepal, Sri Lanka), in Indocina (Cambogia, Laos, Birmania, Thailandia, Vietnam), nell'arcipelago indo-malese e nelle Filippine,  in Nuova Guinea, nell'Australia nord-orientale, spingendosi nell'oceano Pacifico sudoccidentale (Figi, Nuova Caledonia, Samoa, Tonga, Vanuatu) sino alle isole Cook e alle isole della Società.

## Tassonomia
Il genere Phaius appartiene alla sottofamiglia Epidendroideae (tribù Collabieae).
Comprende le seguenti specie:
- Phaius amboinensis Blume
- Phaius baconii J.J.Wood & Shim
- Phaius borneensis J.J.Sm.
- Phaius callosus (Blume) Lindl.
- Phaius columnaris C.Z.Tang & S.J.Cheng
- Phaius cooperi Rolfe
- Phaius corymbioides Schltr.
- Phaius daenikeri Kraenzl.
- Phaius ecalcaratus J.J.Sm.
- Phaius flavus (Blume) Lindl.
- Phaius fragilis L.O.Williams
- Phaius grandiflorus (Nadeaud) Govaerts
- Phaius gratus Blume
- Phaius hainanensis C.Z.Tang & S.J.Cheng
- Phaius hekouensis Tsukaya, M.Nakaj. & S.K.Wu
- Phaius indigofer Hassk.
- Phaius indochinensis Seidenf. & Ormerod
- Phaius klabatensis J.J.Sm.
- Phaius labiatus J.J.Sm.
- Phaius landyae P.J.Cribb & J.V.Stone
- Phaius leonidii P.J.Cribb & J.V.Stone
- Phaius longicornu Guillaumin
- Phaius luridus Thwaites
- Phaius lyonii Ames
- Phaius mannii Rchb.f.
- Phaius mishmensis (Lindl. & Paxton) Rchb.f.
- Phaius montanus Schltr.
- Phaius nanus Hook.f.
- Phaius occidentalis Schltr.
- Phaius pauciflorus (Blume) Blume2
- Phaius philippinensis N.E.Br.
- Phaius pulchellus Kraenzl.
- Phaius reflexipetalus J.J.Wood & Shim
- Phaius robertsii F.Muell.
- Phaius stenocentron Schltr.
- Phaius subtrilobus Ames & C.Schweinf.
- Phaius takeoi (Hayata) H.J.Su
- Phaius tankervilleae (Banks) Blume
- Phaius tenuis Rchb.f.
- Phaius tetragonus (Thouars) Rchb.f.
- Phaius tonkinensis (Aver.) Aver.
- Phaius trichoneurus Schltr.
- Phaius wallichii Lindl.
- Phaius wenshanensis F.Y.Liu

### Alcune specie

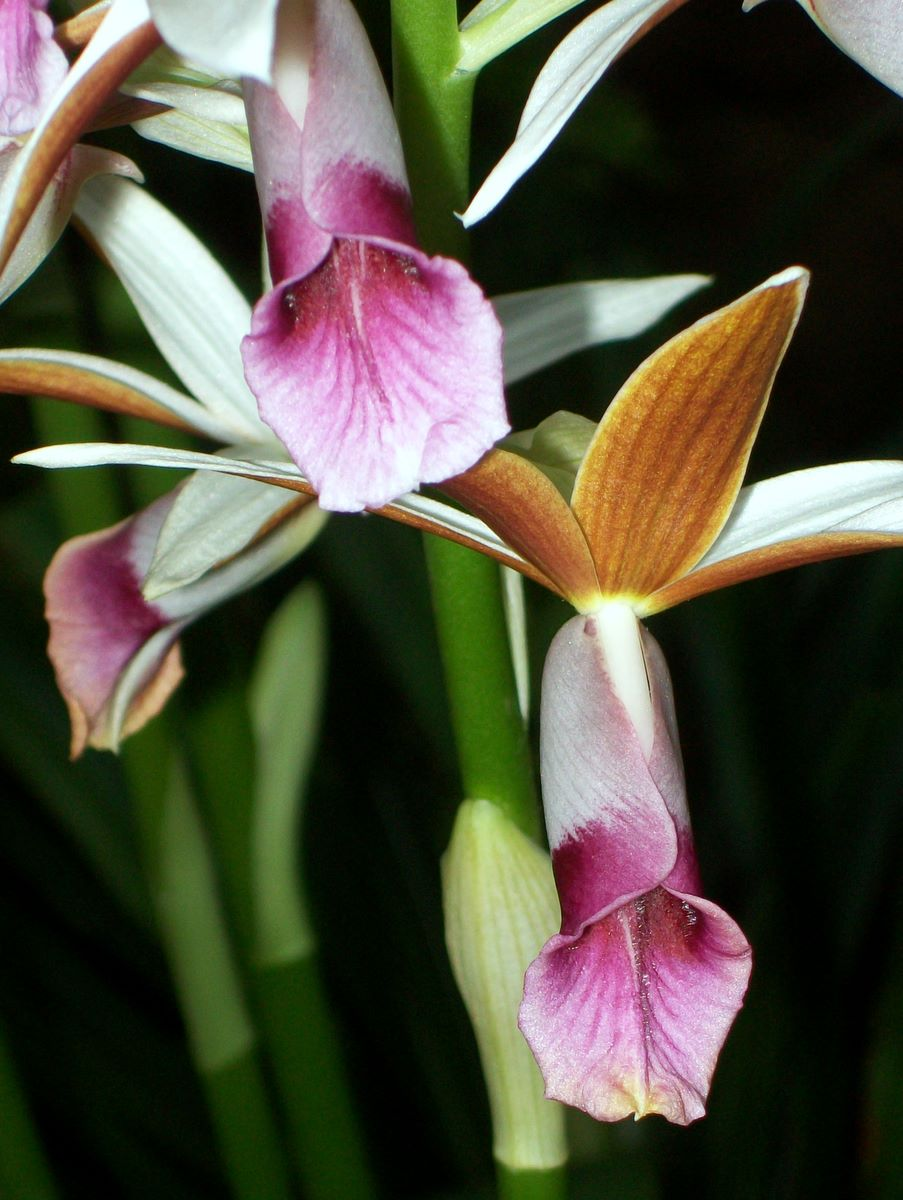
Phaius australis
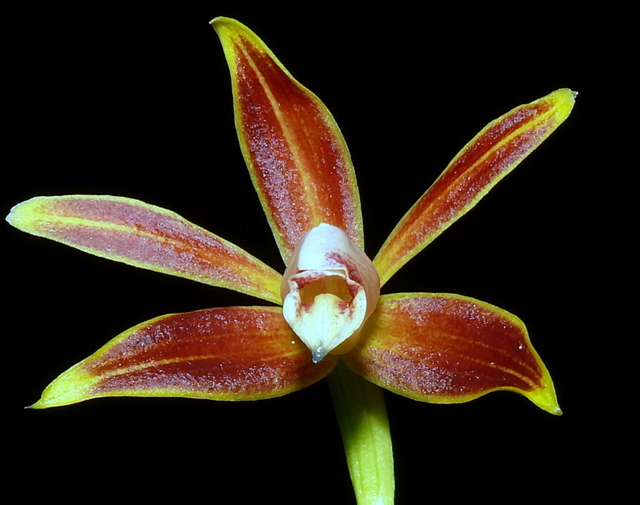
Phaius borneensis
Phaius callosus
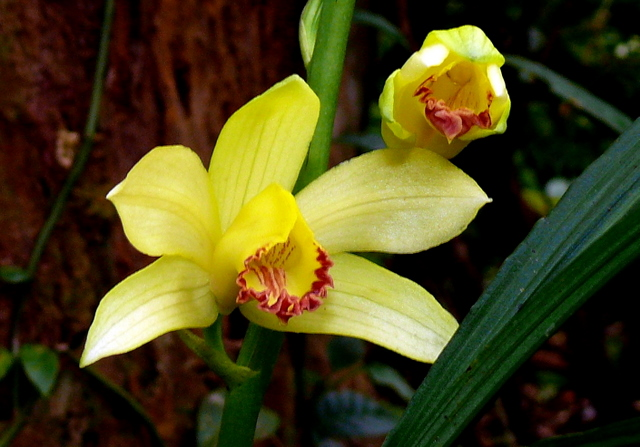
Phaius flavus
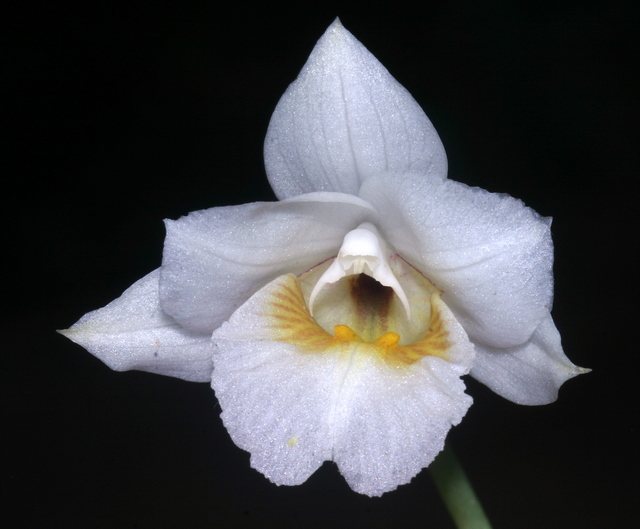
Phaius fragilis
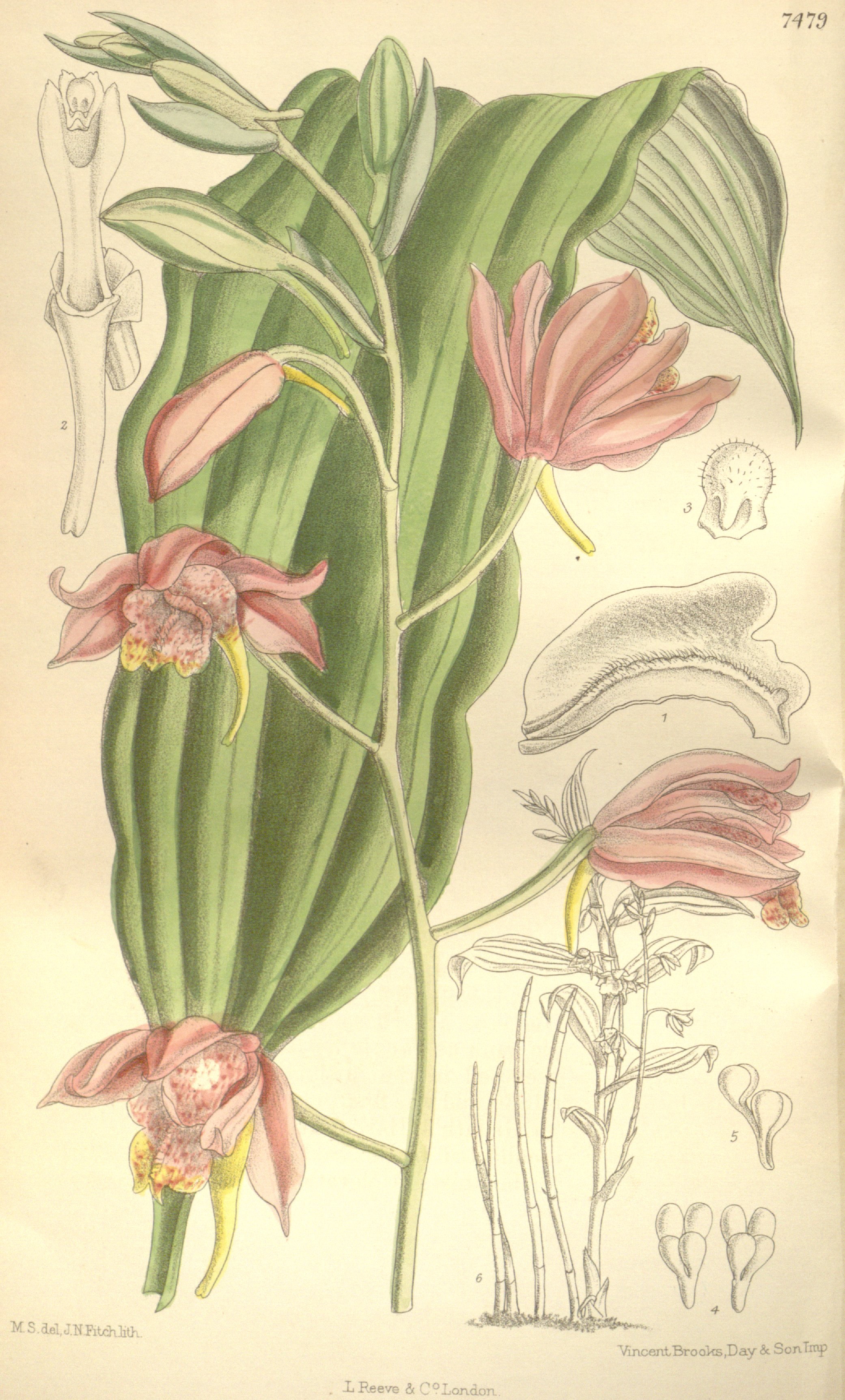
Phaius mishmensis
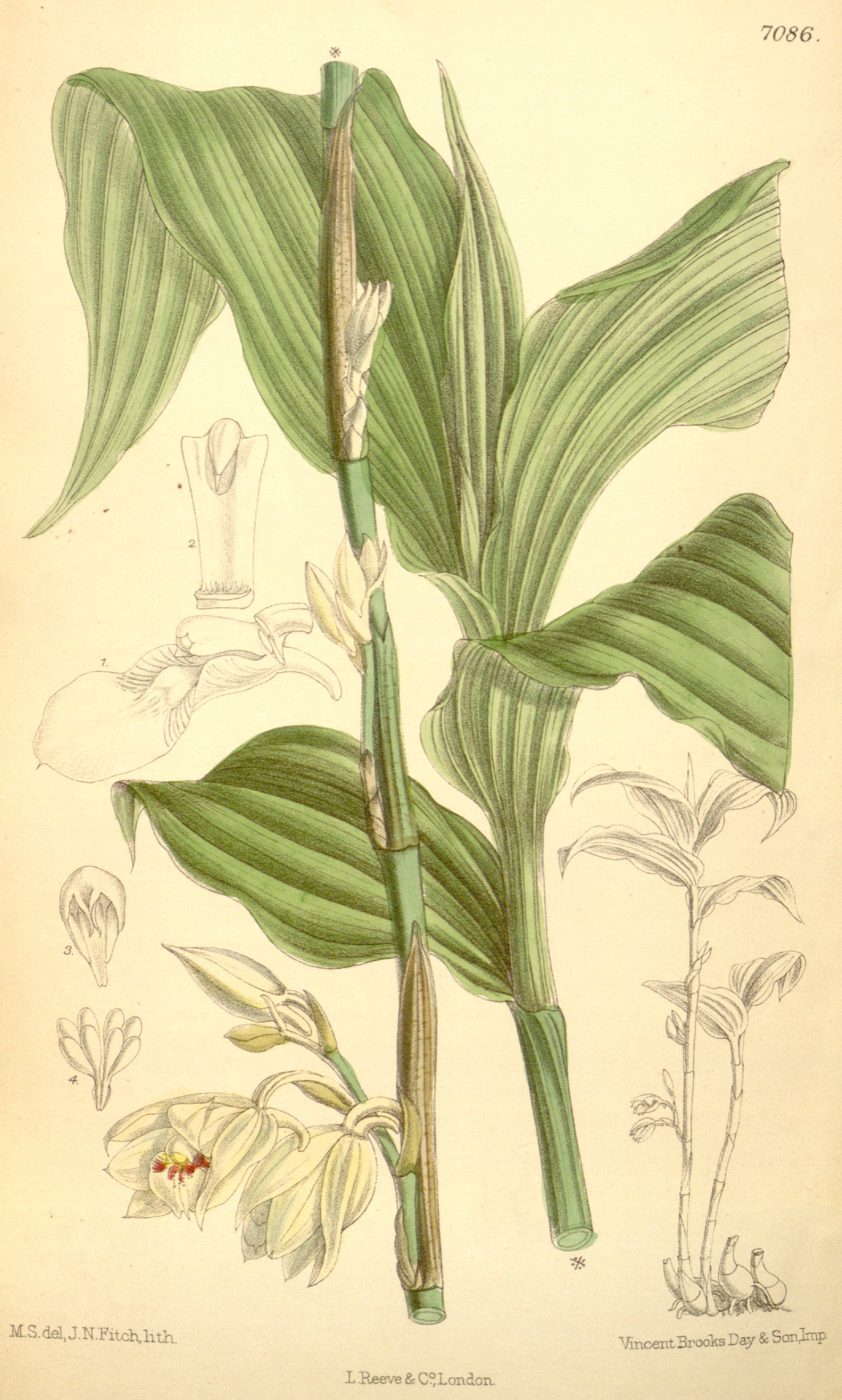
Phaius pauciflorus
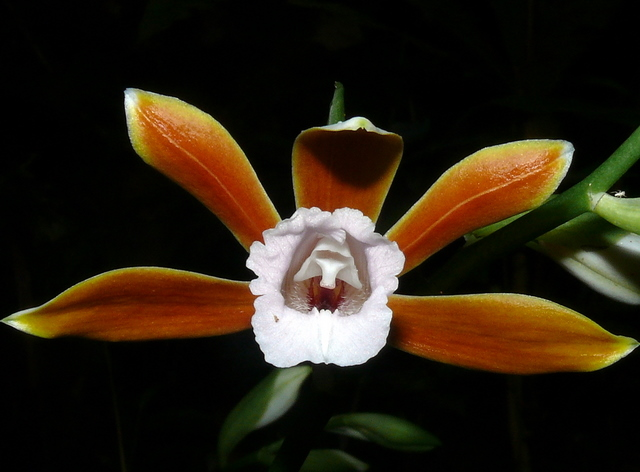
Phaius philippinensis
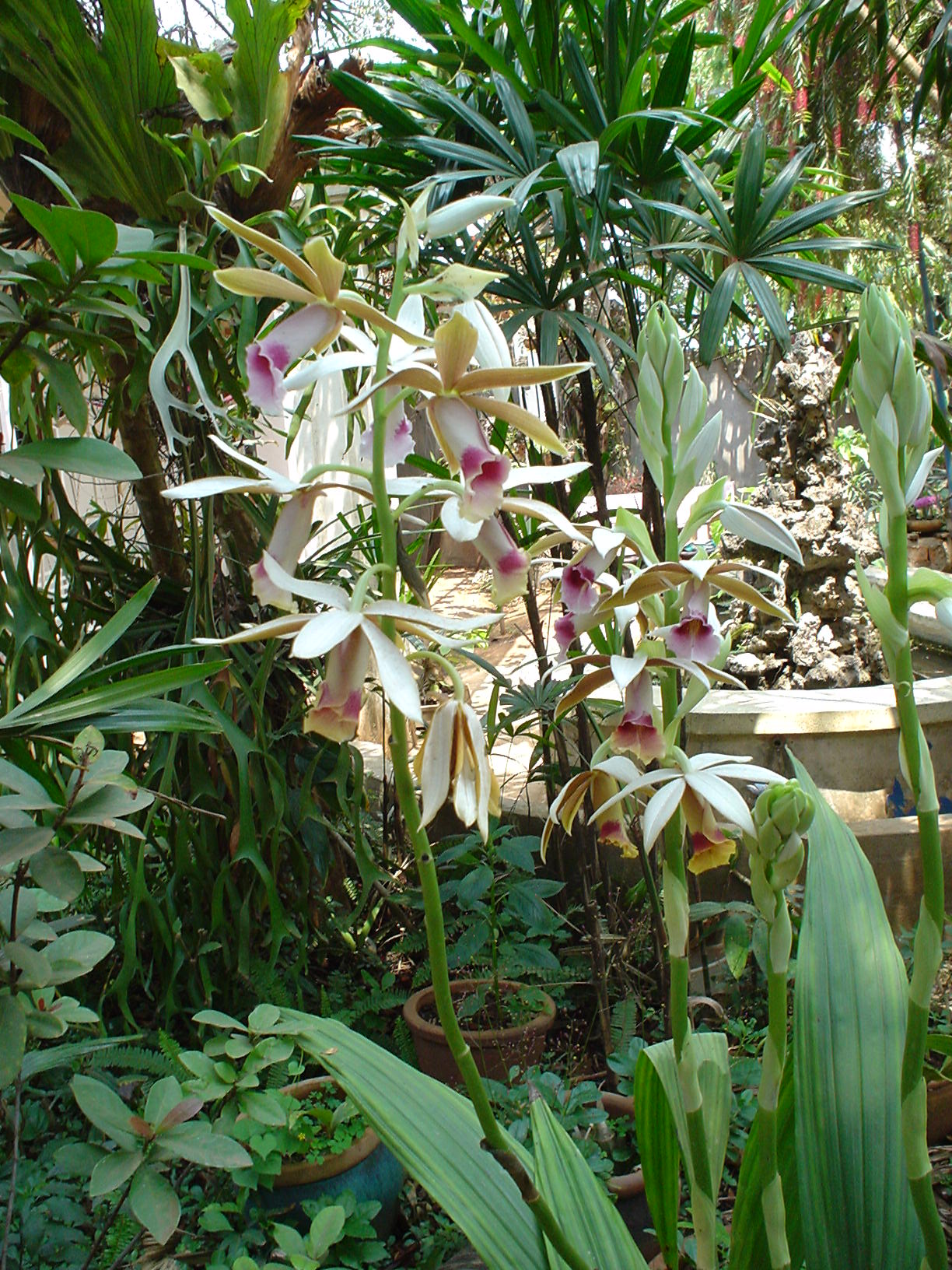
Phaius tankervilleae
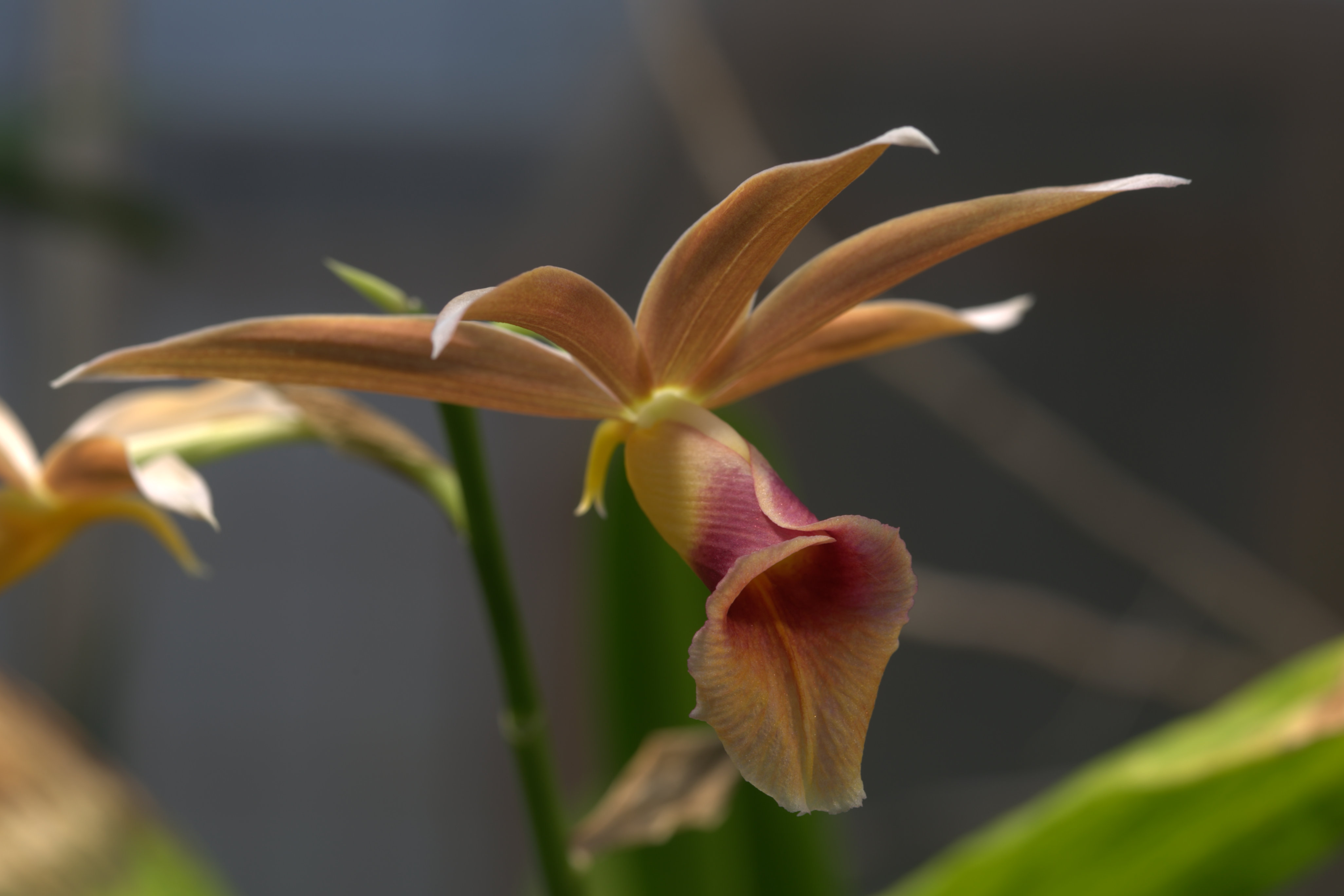
Phaius wallichii